# Barry Brust
Barry Brust (ur. 8 sierpnia 1983 w Swan River, Manitoba) – kanadyjski hokeista.

## Kariera
- Swan Valley Stampeders (1999-2000)
- Spokane Chiefs (2000-2004)
- Calgary Hitmen (2004)
- Reading Royals (2004-2005)
- Manchester Monarchs (2005-2007)
- Los Angeles Kings (2006-2007)
- Houston Aeros (2007-2010)
- Florida Everblades (2009-2010)
- Binghamton Senators (2010-2011)
- Straubing Tigers (2011-2012)
- Abbotsford Heat (2012-2013)
- KHL Medveščak Zagrzeb (2013-2014)
- Jugra Chanty-Mansyjsk (2014-2015)
- Slovan Bratysława (2015-2017)
- Fribourg-Gottéron (2017-2018)
- Kunlun Red Star (2018)
- Torpedo Niżny Nowogród (2018-2019)
- Slovan Bratysława (2019-2020)
- Sheffield Steelers (2021-)

Występował przez cztery sezony w kanadyjskich juniorskich rozgrywkach WHL w ramach CHL. W międzyczasie w drafcie NHL z 2002 został wybrany przez Minnesota Wild, jednak nadal grał w WHL. Przez następne lata grał w amerykańskich ligach AHL i ECHL. W lidze NHL rozegrał 11 spotkań na przełomie 2006/2007. W sezonie 2011/2013 po raz pierwszy grał w Europie w niemieckiej lidze DEL. Po roku powrócił do Kanady i występował sezon w AHL. W lipcu 2013 został zawodnikiem chorwackiej drużyny Medveščak Zagrzeb, beniaminka w lidze KHL. Zawodnikiem klubu był to listopada 2014. Od listopada 2014 zawodnik klubu Jugra Chanty-Mansyjsk. Od lipca 2015 zawodnik Slovana Bratysława. Od 2017 zawodnik Fribourg-Gottéron. Od października do początku grudnia 2018 był bramkarzem chińskiego klubu Kunlun Red Star. Pod koniec grudnia 2018 został zawodnikiem Torpedo Niżny Nowogród. W sierpniu 2019 przeszedł do. W sezonie 2020/2021 nie grał, a w sierpniu 2021 został zaangażowany przez angielski klub Sheffield Steelers (jak przyznał wówczas, jego niedawno zmarła matka urodziła się w mieście South Shields, podobnie jak Sheffield leżącym także w środkowej Anglii, oraz spędziła tam swoją młodość).

## Sukcesy
Klubowe

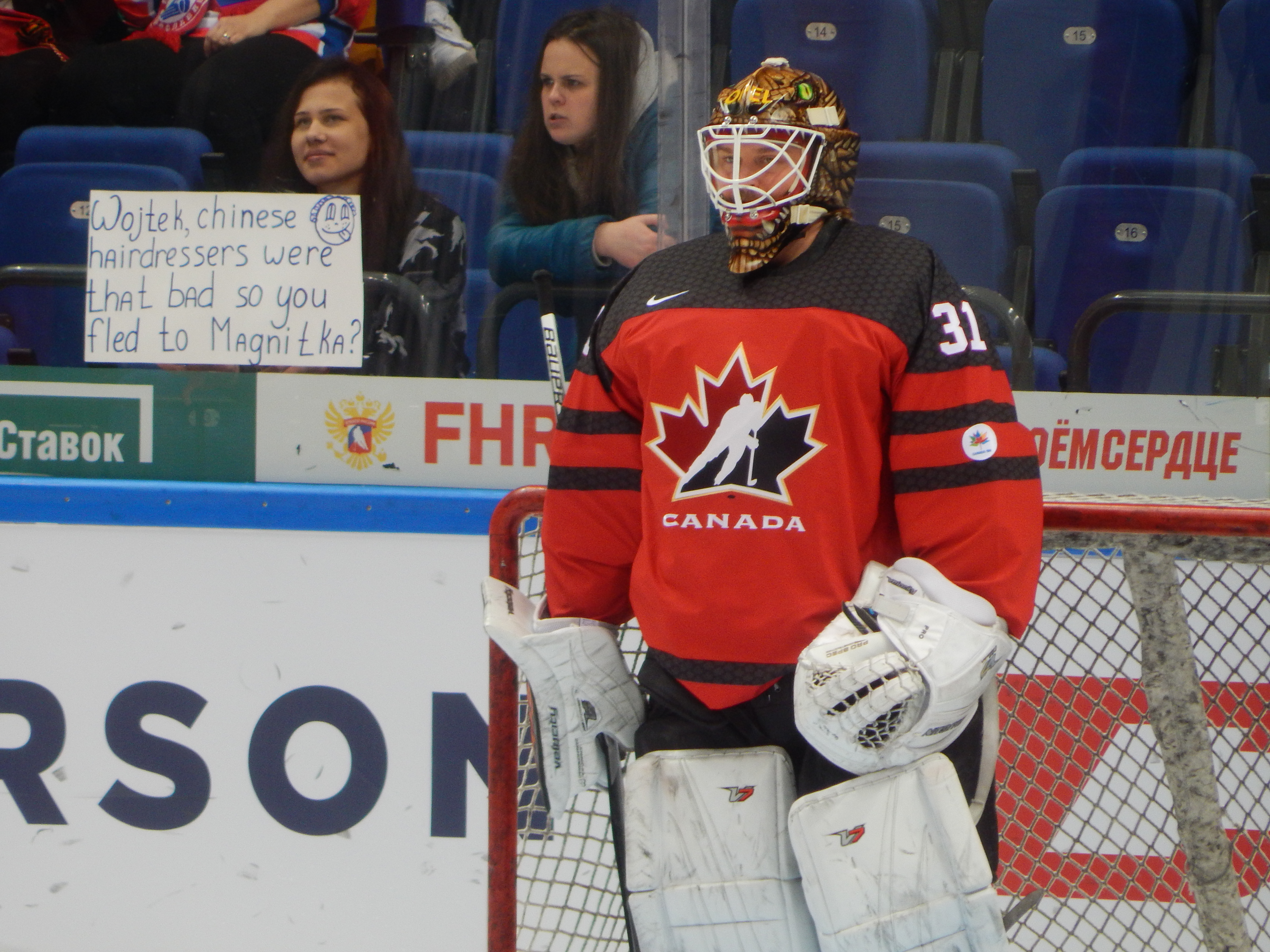
Barry Brust w barwach Kanady (2017)

- Emile Francis Trophy: 2007 z Manchester Monarchs
- Mistrzostwo konferencji AHL: 2011 z Binghamton Senators
- Puchar Caldera – mistrzostwo AHL: 2011 z Binghamton Senators
- Puchar Spenglera: 2017 z Team Canada

Indywidualne
- WHL (2001/2002):
  - Pierwszy skład gwiazd (Zachód)
- AHL (2007/2008):
  - Najlepszy bramkarz tygodnia – 9 marca 2008
  - Najlepszy bramkarz miesiąca – kwiecień 2008
  - Harry „Hap” Holmes Memorial Award – najskuteczniejszy duet bramkarski (wraz z nim Nolan Schaefer)
- AHL (2008/2009):
  - Mecz gwiazd AHL
- AHL (2012/2013):
  - Rekord ligi w najdłuższym czasie gry bramkarza bez straty gola: 268 minut i 17 sekund[14]
  - Mecz gwiazd AHL
- KHL (2013/2014):
  - Najlepszy bramkarz miesiąca – październik 2013[15]
- Ekstraliga słowacka w hokeju na lodzie (2019/2020):
  - Pierwsze miejsce w klasyfikacji średniej goli straconych na mecz w sezonie zasadniczym: 1,72
  - Pierwsze miejsce w klasyfikacji skuteczności interwencji w sezonie zasadniczym: 93,7%